# لانس إيتو
لانس إيتو (بالإنجليزية: Lance Ito)‏ هو قاضي ومحامي أمريكي، ولد في 2 أغسطس 1950 في لوس أنجلوس في الولايات المتحدة.

## وصلات خارجية
- لانس إيتو على موقع IMDb (الإنجليزية)
- لانس إيتو على موقع إن إن دي بي (الإنجليزية)